# Monocelis longistyla
Monocelis longistyla és una espècie de platihelmint monocelídid que habita al mar Mediterrani. Presenta un estilet a l'aparell copulador.